# NGC 5331
NGC 5331 est une lointaine paire de galaxies spirales en interaction gravitationnelle située dans la constellation de la Vierge. Sa vitesse de NGC 5331 par rapport au fond diffus cosmologique est de 10 186 ± 20 km/s, ce qui correspond à une distance de Hubble de 150 ± 11 Mpc (∼489 millions d'al). NGC 5331 a été découverte par l'astronome germano-britannique William Herschel en 1793.

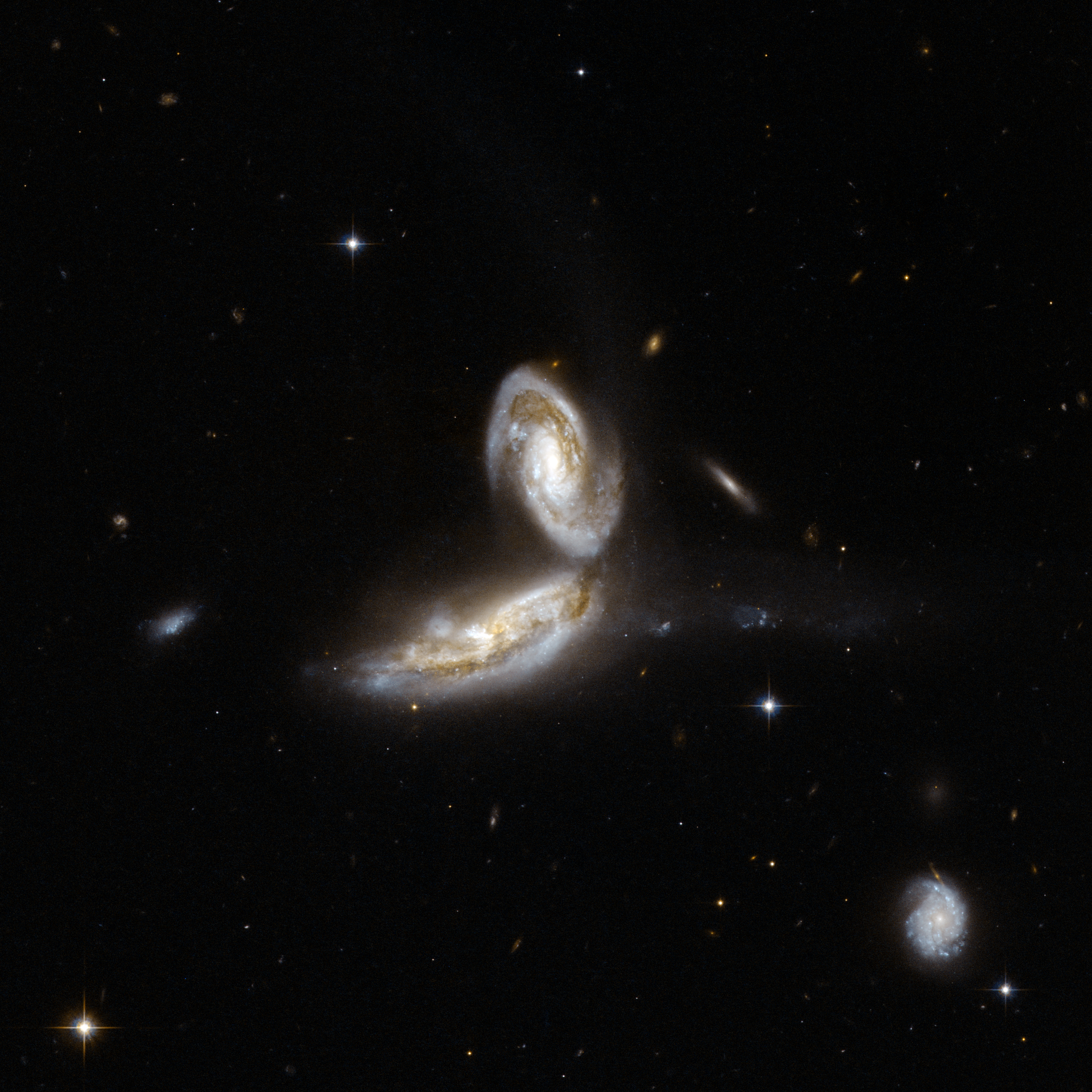
La paire de galaxies en interaction NGC 5331 par le télescope spatial Hubble.

Cette paire est constituée de la galaxie spirale intermédiaire PGC 49264 située au sud et désignée comme NGC 5331 par la base de données NASA/IPAC. La galaxie située au nord est PGC 49266 et elle est désignée comme NGC 5331 NED02 par la base de données NASA/IPAC. Cette page décrit la galaxie située au sud. Pour PGC 49266, voir la page NGC 5331 NED02.
NGC 5331 présente une large raie HI. Elle renferme également des régions d'hydrogène ionisé.
La luminosité de NGC 5331 dans l'infrarouge lointain (de 40 à 400 µm)  est égale à 3,09 × 1011 {\displaystyle L_{\odot }} (1011,49{\displaystyle L_{\odot }}) et sa luminosité totale dans l'infrarouge (de 8 à 1 000 µm) est de 3,89 × 1011 {\displaystyle L_{\odot }} (1011,59{\displaystyle L_{\odot }}).
Il s'agit d'une galaxie considérée comme lumineuse dans l'infrarouge (LIRG).